# Вильчинский, Ян Казимир
Ян Кази́мир Вильчи́нский (пол. Jan Kazimierz Maciej Longin Ildefons Wilczyński, лит. Jonas Kazimieras Vilčinskis; 26 февраля 1806, Ясонис близ Утены — 18 февраля (2 марта) 1885, Вильна) — врач, коллекционер, деятель культуры, издатель «Виленского альбома».

## Биография

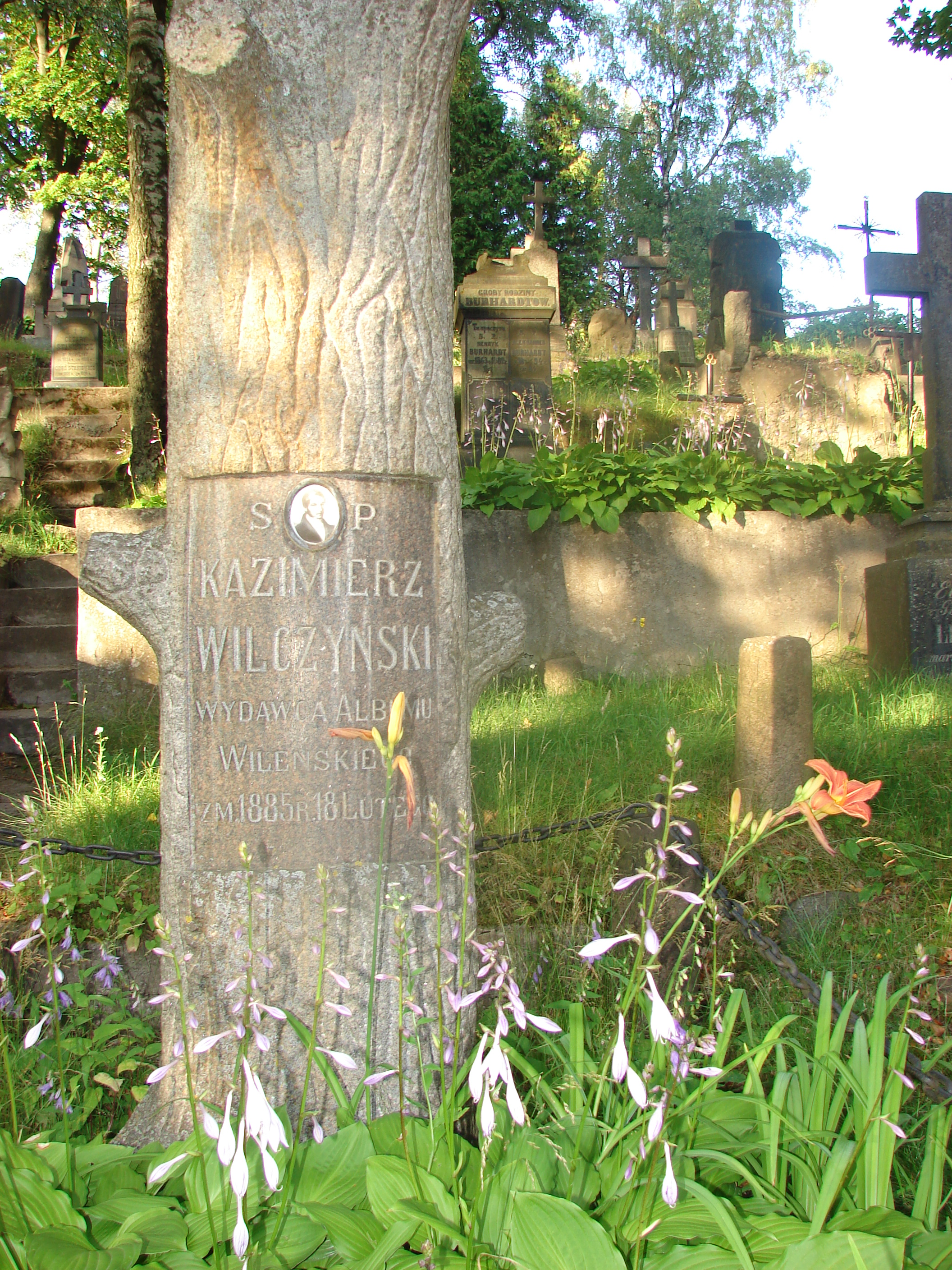
Памятник на Расу

Родился в Ясонисе (ныне — Утенского района Литвы). Окончив гимназию в Трошкунах (1822), поступил в Виленский университет и окончил медицинский факультет (1827), но экзамены по состоянию здоровья не сдавал. Совершенствовался за границей. С 1831 года был практикующим врачом в Варшаве. Вернулся в Вильну в 1835 году. Сдал экзамены в Виленской медико-хирургической академии и получил диплом врача (1842).
Работал врачом. Увлекался коллекционированием предметов старины и произведений искусства. По инициативе и при поддержке Вильчинского в 1843 году реставрировалась часовня Святого Гиацинта на Погулянке, для которой была изготовлена новая деревянная статуя. С 1840-х годов, заручившись поддержкой коллег и меценатов, занимался изданием сборника эстампов «Виленский альбом». Состоял членом-сотрудником Виленской археологической комиссии. Похоронен на кладбище Расу в Вильнюсе.

## Виленский альбом

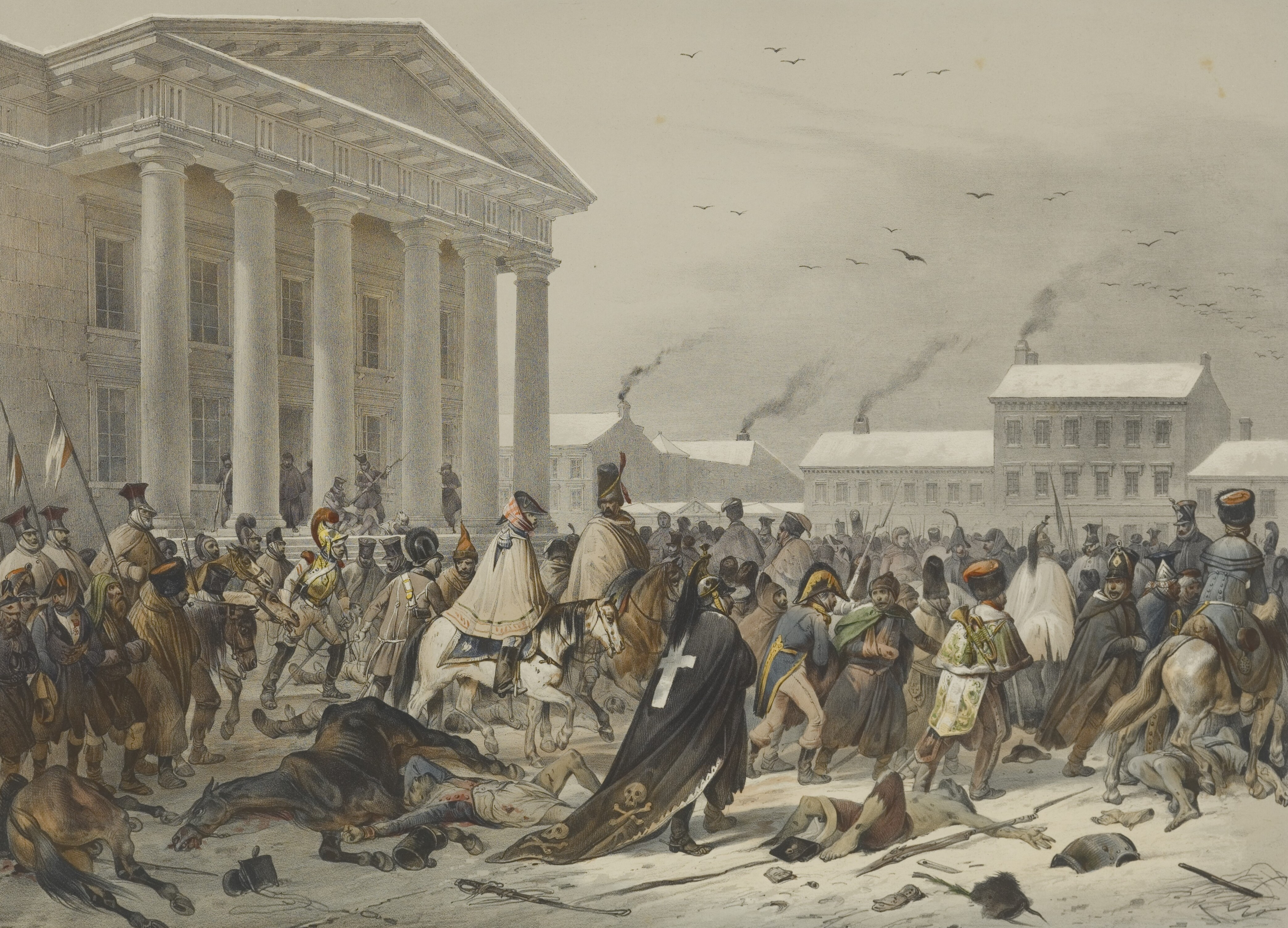
Отступление французской армии по Ратушной площади в 1812 году

Известен главным образом как составитель и издатель «Виленского альбома» („Album de Wilna“) — серии альбомов литографий, посвящённых Вильнюсу: виды города и его окрестностей, достопримечательности и памятники культуры, отдельные здания, портреты деятелей истории и культуры. Альбомы печатались в Париже, в типографии Лемерсье, в 1842—1875 годах в шести выпусках, неодинаковых по объёму и формату, в двух вариантах — более дорогие цветные литографии и более дешёвые монохромные. Оригиналами служили свыше 350 произведений известных художников, работавших в Литве — Альберт Жамет, Василий Садовников, Михал Эльвиро Андриолли, Марцин Залесский и других. Эстампы делали лучшие французские художники-литографисты того времени Адольф Байо, Филипп Бенуа, Франсуа Гренье, Адольф Лафосс и другие.

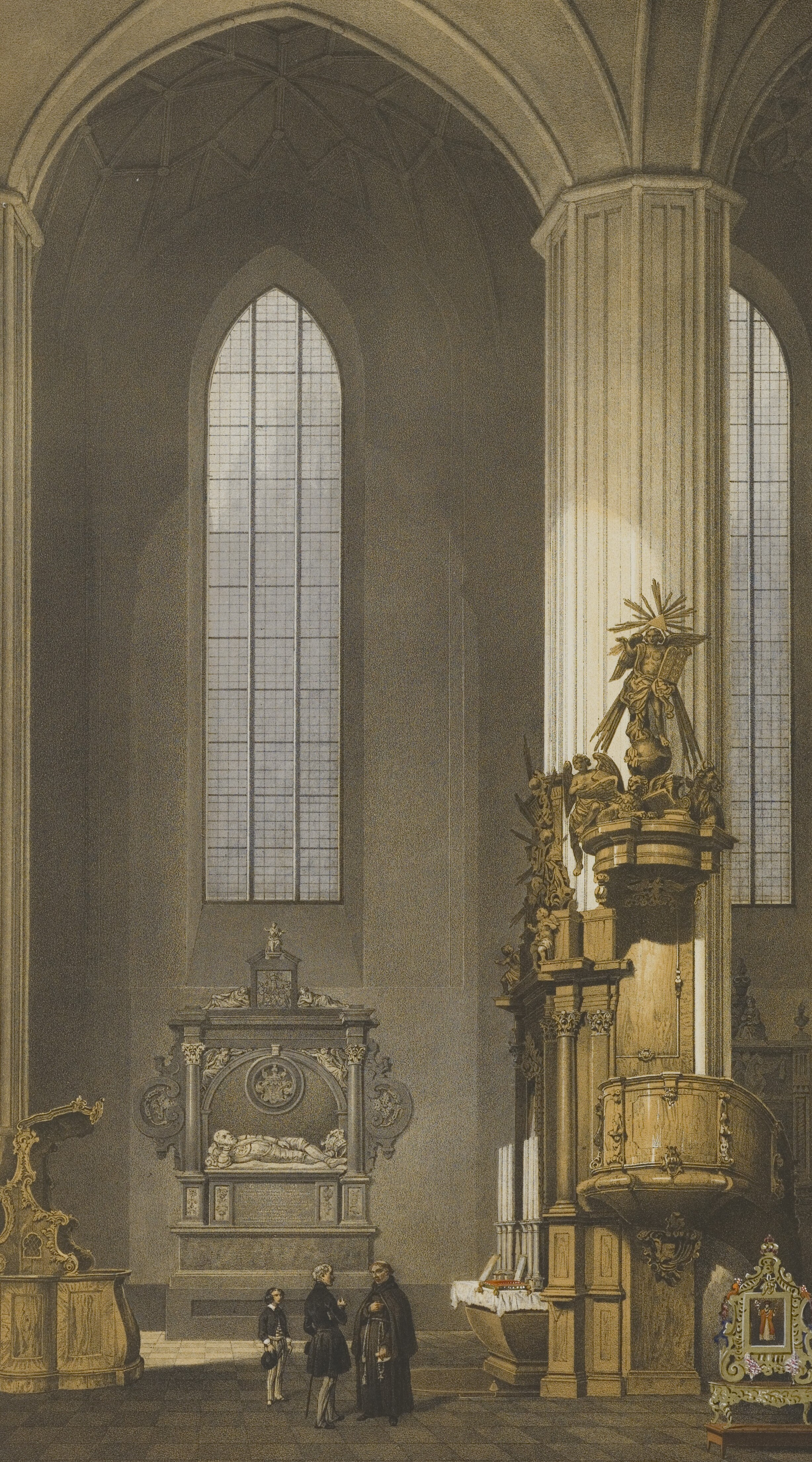
Бернардинский костёл

Среди первых эстампов была литография по картине Яна Дамеля «Отступление французской армии по Ратушной площади в 1812 году» (1846), выполненная Виктором Адамом (стаффаж) и Луи Бишебуа (архитектурный пейзаж). В альбом вошли панорамные лирико-романтические пейзажи «Вильно с северо-запада» и «Костёл миссионеров» по рисунку М. Э. Андриолли, «Калвария» и «Пригород Снипишки» И. Ф. Хруцкого, изображения интерьеров — Вяркяйского дворца и бернардинского костёла по рисункам Садовникова, костёла тринитариев на Антоколе по акварели Садовникова (литография И. Деруа, 1847).
Третья серия «Виленского альбома» (1850) представляла старинную графику, девять новых эстампов с медных гравюр по рисункам Франциска Смуглевича на темы польской истории.
Значительное место в альбоме заняли репрезентационные портреты исторических личностей (Стефан Баторий, Варвара Радзивилл) и крупных учёных, меценатов, культурных и общественных деятелей Литвы (эстампы Адольфа Лафосса с портретами епископа Мотеюса Валанчюса, графа Евстахия Тышкевича, композитора Станислава Монюшко, портреты Сырокомли, Киркора и других).
Помимо высокой художественной ценности, «Виленский альбом» представляет собой важный источник иконографической информации о несохранившихся зданиях и памятниках архитектуры, облик которых существенно изменился.

## Фрагменты «Виленского альбома»

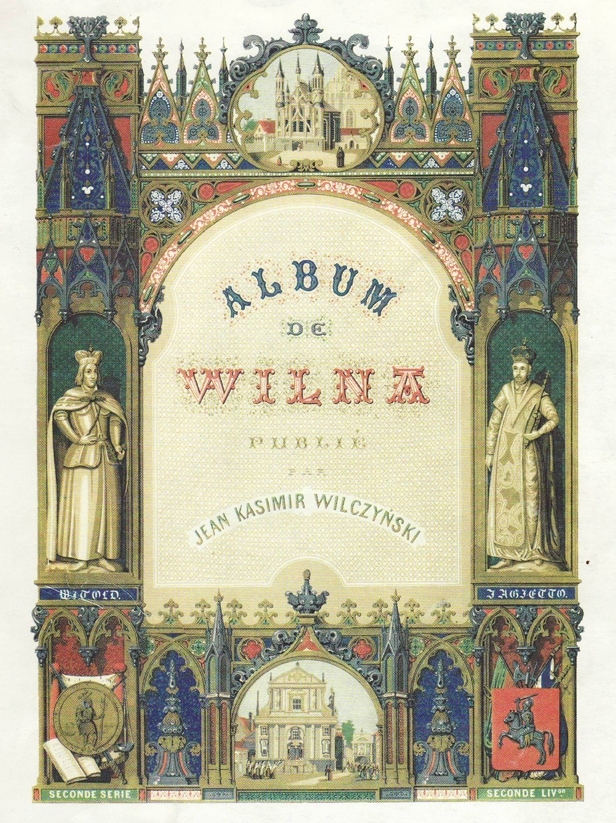
Обложка одного из выпусков
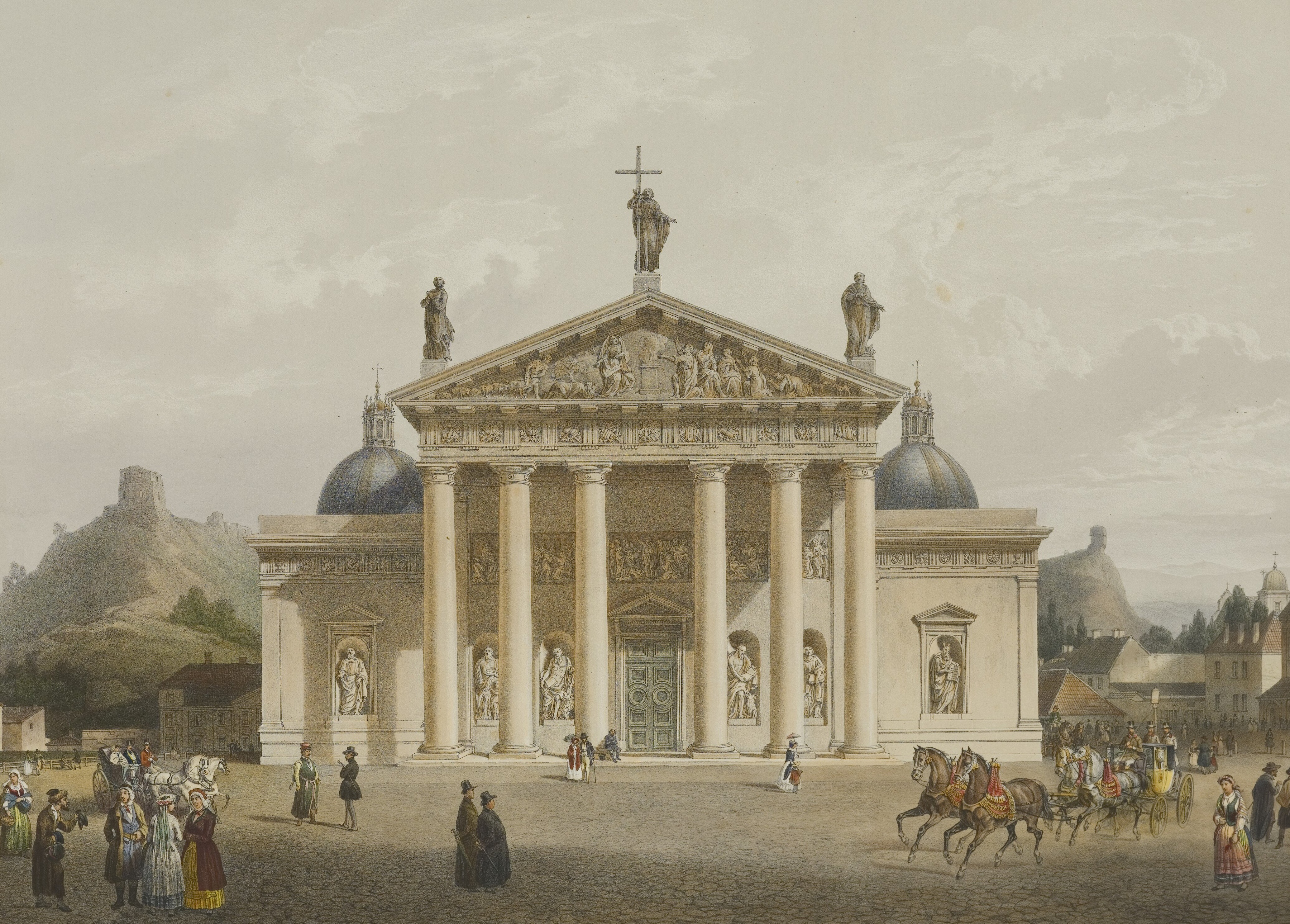
Кафедральный собор
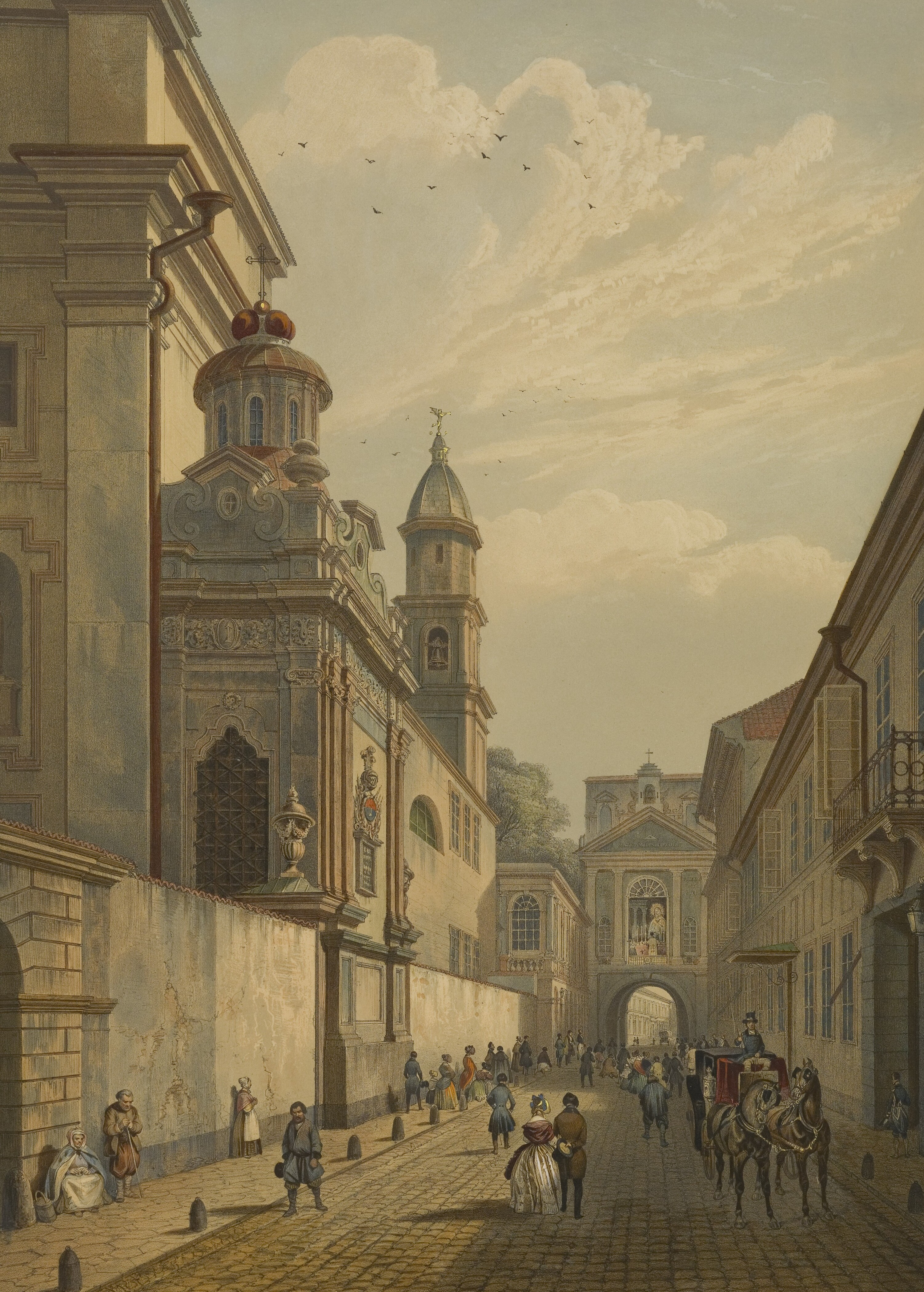
Костёл Святой Терезы и Острая брама
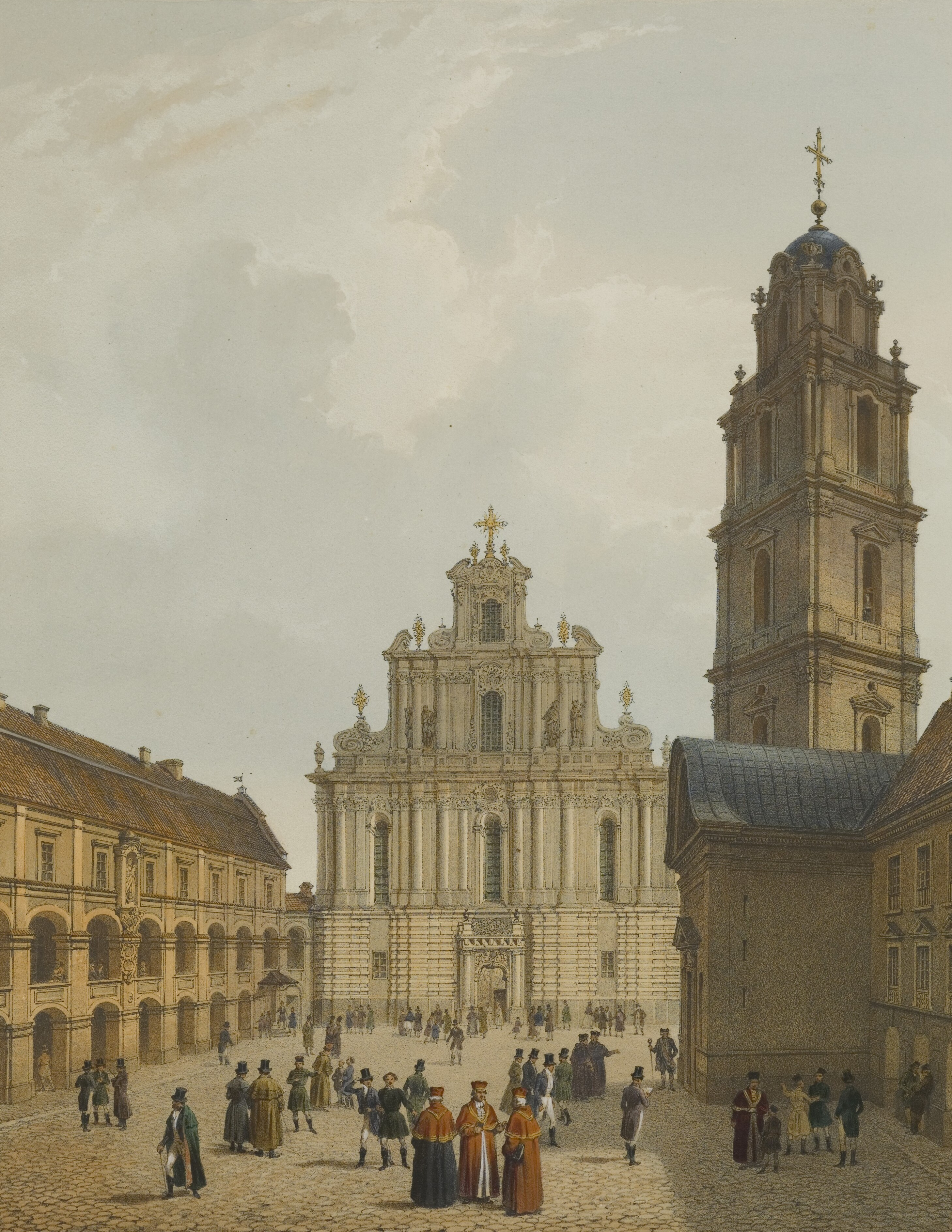
Костёл Святых Иоаннов
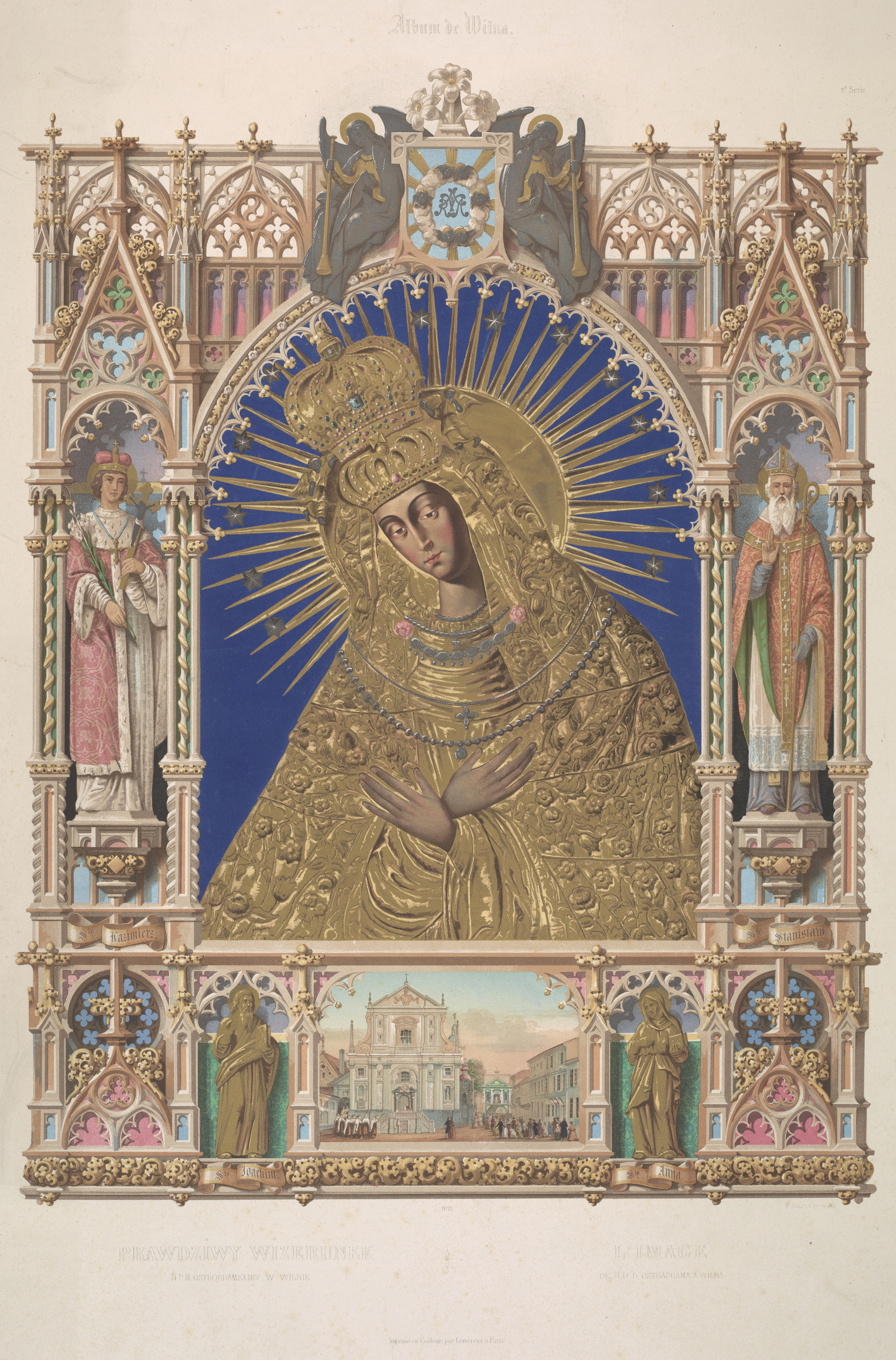
Икона Остробрамской Божией Матери
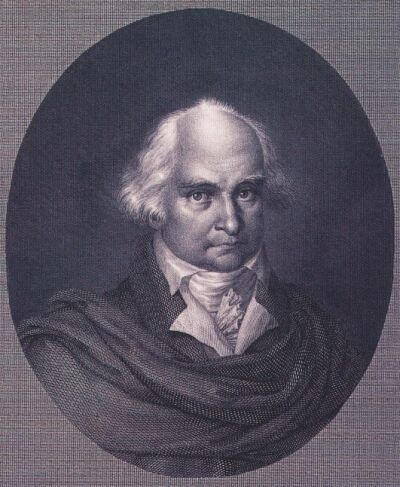
Ян Снядецкий
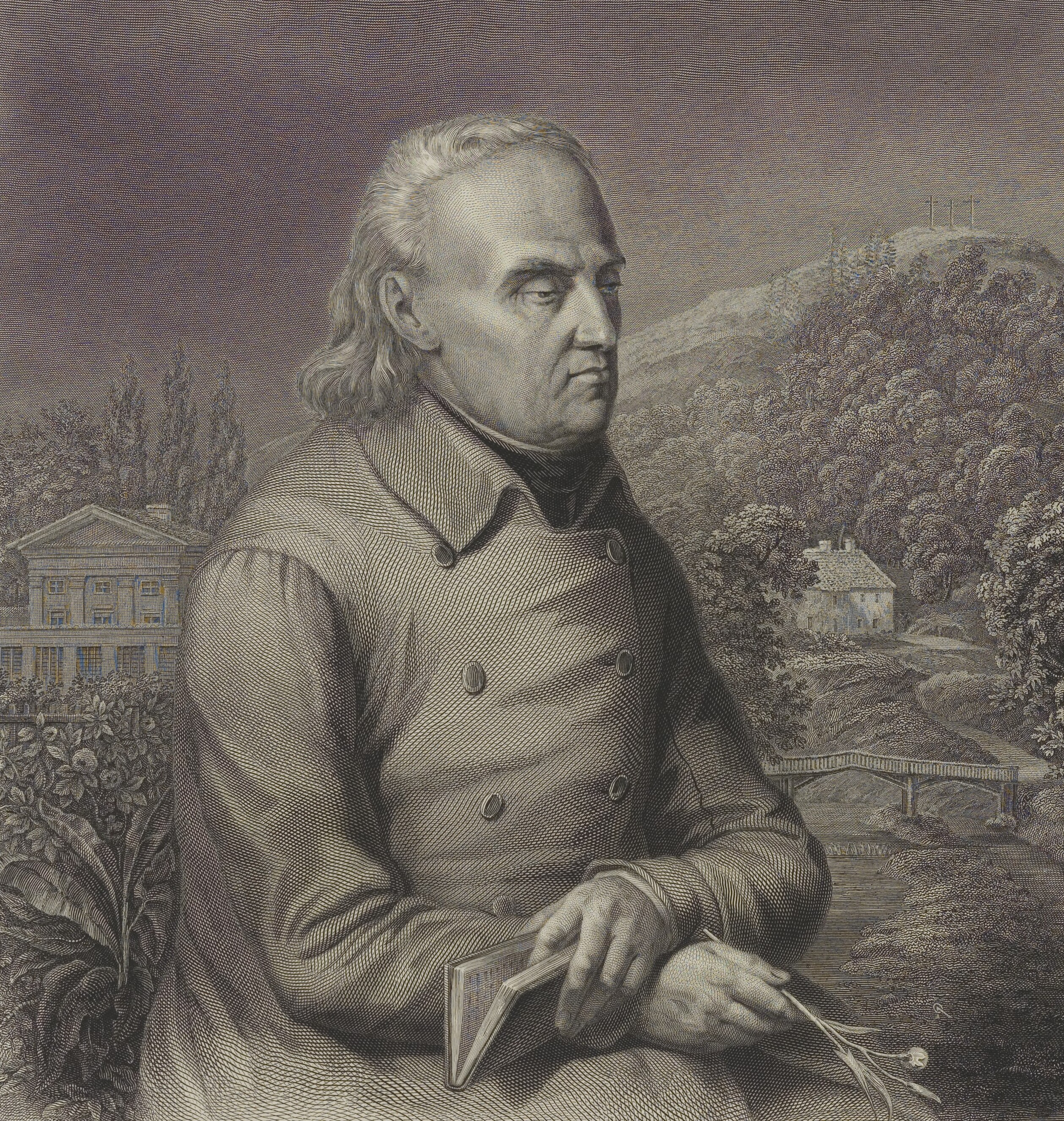
Станислав Бонифацы Юндзилл
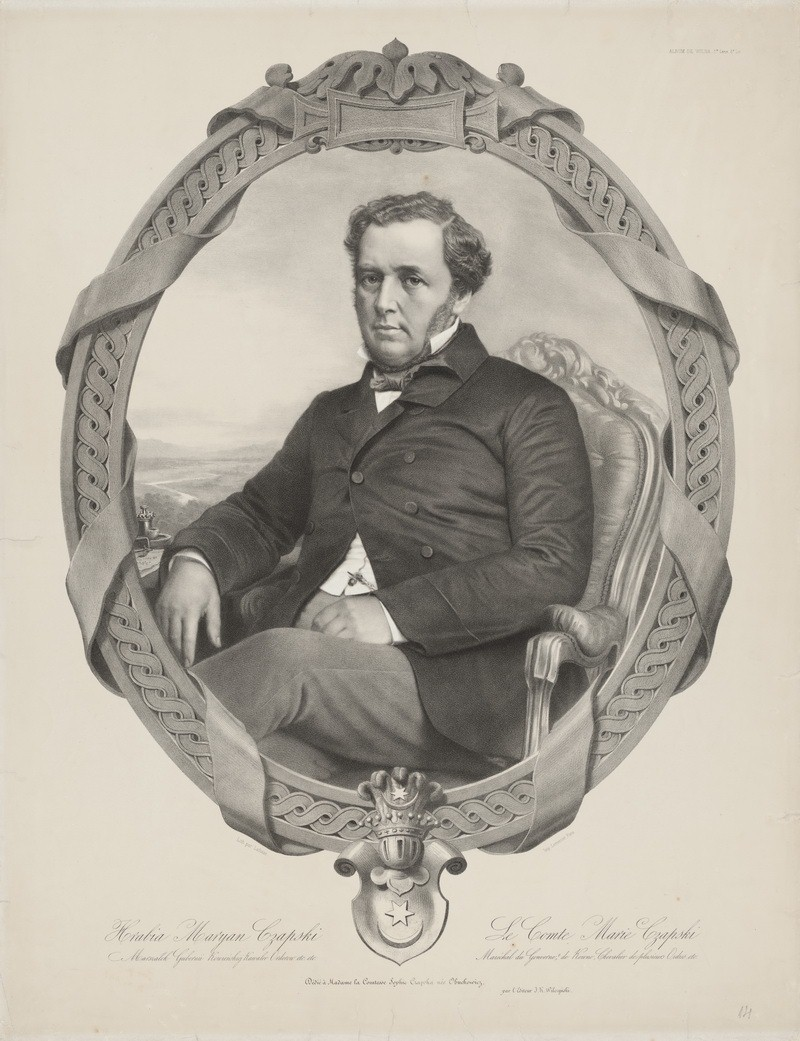
Граф Мариан Чапский
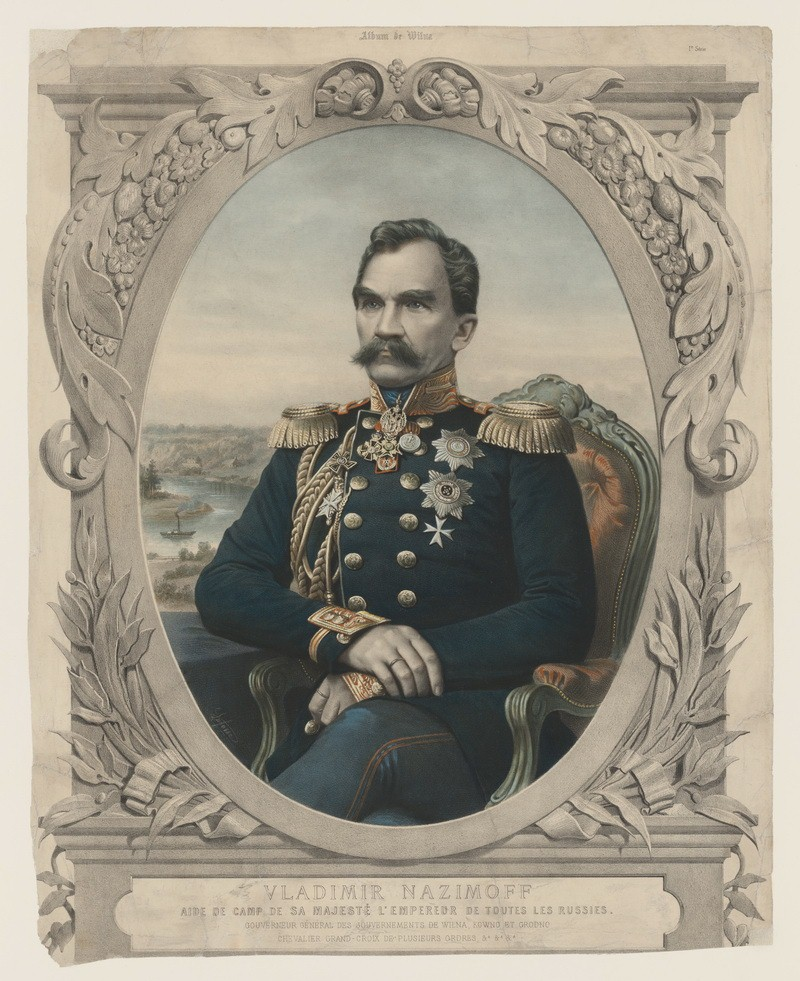
Генерал-губернатор В. И. Назимов